# 刺臀魚
刺臀魚為太陽魚科刺臀魚屬的唯一一種，分布於北美洲美國東部的淡水水域，體長可達21公分，棲息在泥底質的沼澤、湖泊、池塘及小溪，屬肉食性。